# Rock Hudson: All That Heaven Allowed
Rock Hudson: All That Heaven Allowed é um documentário de 2023 sobre a vida do ator Rock Hudson. Uma produção original da HBO Documentary Films, o filme teve sua estreia mundial em 11 de junho de 2023 como parte do Festival Tribeca de 2023. Ele estreou na HBO em 28 de junho de 2023.

## Recepção crítica
No site agregador de críticas Rotten Tomatoes, 91% das 43 resenhas dos críticos são positivas, com uma classificação média de 7,4/10. O consenso do site diz: "Se apresentar uma imagem incompleta da vida e do legado do ator, Rock Hudson: All That Heaven Allowed continua sendo um vislumbre absorvente e comovente da história de Hollywood." O Metacritic, que usa uma média ponderada, atribuiu ao filme uma pontuação de 71 em 100, com base em 15 críticos, indicando críticas "geralmente favoráveis".
O Hollywood Reporter chamou o filme de "Um relato esclarecedor da vida dupla de um ícone amado de Hollywood" e o Los Angeles Times o chamou de "uma peça vital da história de Hollywood". Rex Reed, do The Observer, escreveu: "Este documentário engraçado, triste, meticulosamente pesquisado e meticulosamente detalhado é inconfundivelmente real e inescapavelmente comovente."

## Prêmios e indicações
| Associações                | Categoria           | Nomeações                            | Resultado |
| -------------------------- | ------------------- | ------------------------------------ | --------- |
| GLAAD Media Awards de 2024 | Melhor Documentário | Rock Hudson: All That Heaven Allowed | Pendente  |